# Peter Wennblad
Eric Peter Wennblad, född Olsson 15 juni 1977 i Västerhejde församling i Gotlands län, är en svensk journalist, redaktör, politiker och public affairs-konsult, som sedan den 1 mars 2021 är ledarskribent och biträdande chef för Svenska Dagbladets ledarredaktion.

## Politik
Wennblad har politisk bakgrund i Moderaterna. Som tonåring blev han aktiv i Moderata ungdomsförbundet på Gotland och därefter lokalpolitiskt engagerad i moderpartiet, fram till att han lämnade sina uppdrag 2018.

## Arbetsliv
Wennblad var en del av redaktionen vid, samt sedermera chefredaktör för, den numera nedlagda tidskriften Moderna Tider. Därefter var han redaktör vid det liberala samhällsmagasinet Neo 2005-2008, sedan redaktionschef och ansvarig utgivare för Gotlands Allehanda 2008-2010.
Efter sin tid på Gotlands Allehanda lämnade han journalistiken och arbetade som seniorkonsult för Paues Åberg och under en period kundansvarig på den gotländska reklambyrån Hill, innan han återvände till Paues Åberg.